# Mohammed Hussaini Shirazi
O aiatolá Mohammed Shirazi Hussaini - em árabe: محمد الحسيني الشيرازي foi um clérigo xiita (marja). Nasceu em 1928 em Najaf, Iraque, emigrou para o Kuwait em 1971, viveu lá até 1980, e emigrou para a cidade de Qom, Irão, onde morreu em 2001.

## Livros
Ele enriqueceu o mundo com o impressionante número de mais de 1000 livros, tratados e estudos sobre vários campos do conhecimento. Suas obras variam de simples livros de introdução endereçados as novas gerações a obras-primas da ciência e da literatura.
Alguns de seus livros foram traduzidos para português:
| - Xiismo e Xiitas - O que é Islã? - Fundamentos do Islão - Se o Islão for Estabelecido |  | - O Profeta do Islão - A Bíblia e o Cristianismo - O Sistema Islâmico de Governo - Uma Seleção de Ditos do Profeta Muhammad |